# Cesare da Sesto
Cesare da Sesto (1477 Sesto Calende - 1523 Milán) byl italský malíř období vrcholné renesance patřící ke škole Leonarda da Vinciho.
Cesare se narodil v Sesto Calende, v dnešní provincii Varese v Lombardii. Jako umělec ho ovlivnil zejména Leonardo da Vinci, ale také Bernardino Luini a Marco d'Oggiono. Je možné, že kolem roku 1505 byl také jedním ze spolupracovníků Raffaela a Baldassara Peruzziho v Římě. Z tohoto období se mu připisuje luneta v Sant'Onofrio a některé obrazy v Campagnano di Roma.
Od roku 1514 působil v Neapoli. V roce 1515 dokončil monumentální křídlový oltář pro opatství Santissima Trinità v Cava de' Tirreni . Opět v Miláně vytvořil ve spolupráci s Cesarem Bernazzanem obraz Křest Páně. Další obraz, Salome s hlavou Jana Křtitele, získal císař Rudolf II. a nyní je v Uměleckohistorickém muzeu ve Vídni.
V roce 1517 da Sesto cestoval znovu do jižní Itálie. V Messině namaloval Klanění tří králů, dnes v Muzeu Capodimonte v Neapoli. V roce 1520 se vrátil do Milána, kde namaloval Oslavenou Madonu se svatými, původně zamýšlenou jako polyptych pro kostel San Rocco, nyní v hradě Sforzesco v Miláně.
Cesare da Sesto zemřel v Miláně roku 1523. Monumentální památník Leonarda da Vinci na náměstí Piazza della Scala v Miláně ho ukazuje spolu s dalšími třemi umělci z Leonardovy školy (Marco d'Oggiono, Giovanni Antonio Boltraffio a Andrea Salaino).

## Ukázky díla

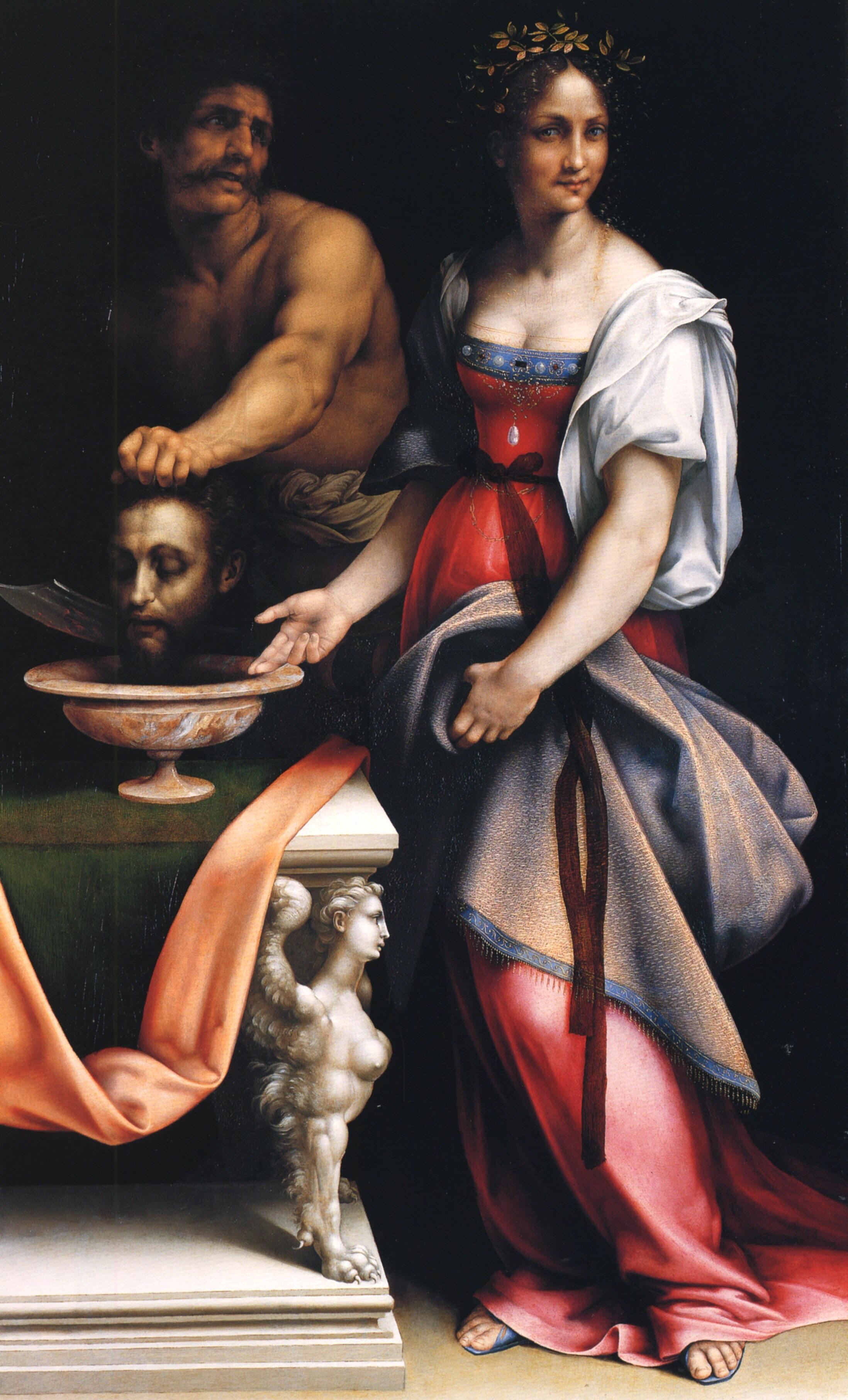
Salome s hlavou Jana Křtitele, Uměleckohistorické muzeum (Vídeň)
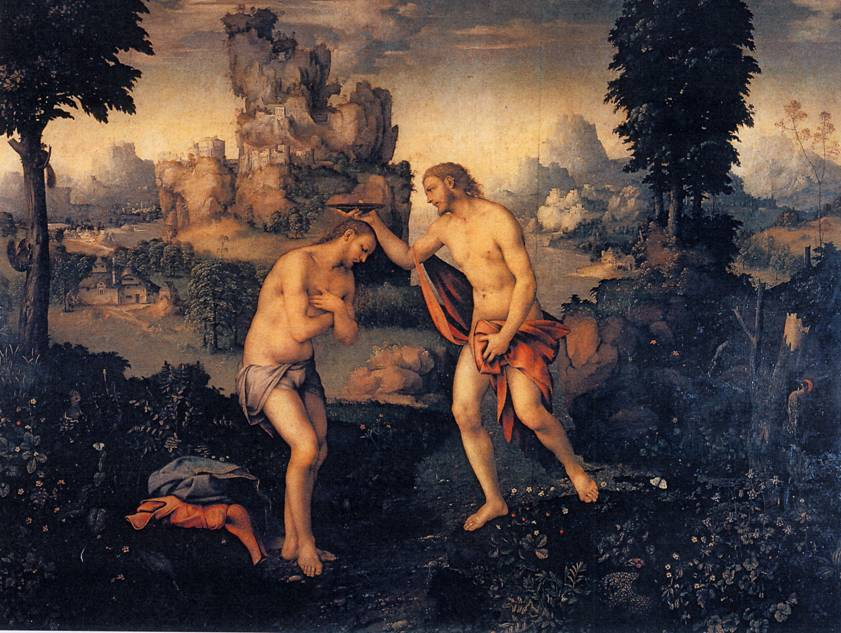
Křest Páně, sbírka Gallarati Scotti, Milán
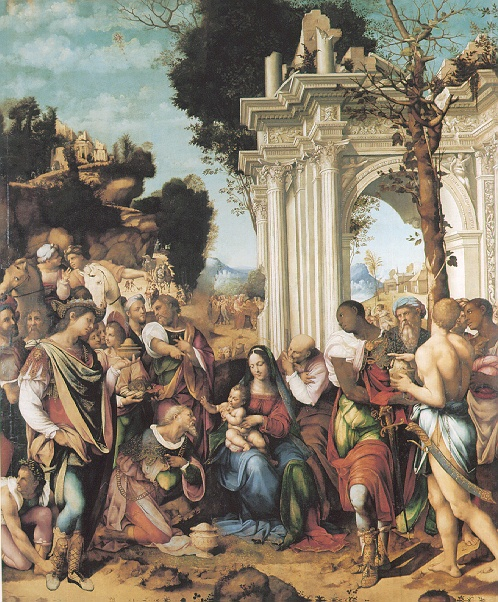
Klanění tří králů, Museo di Capodimonte, Neapol
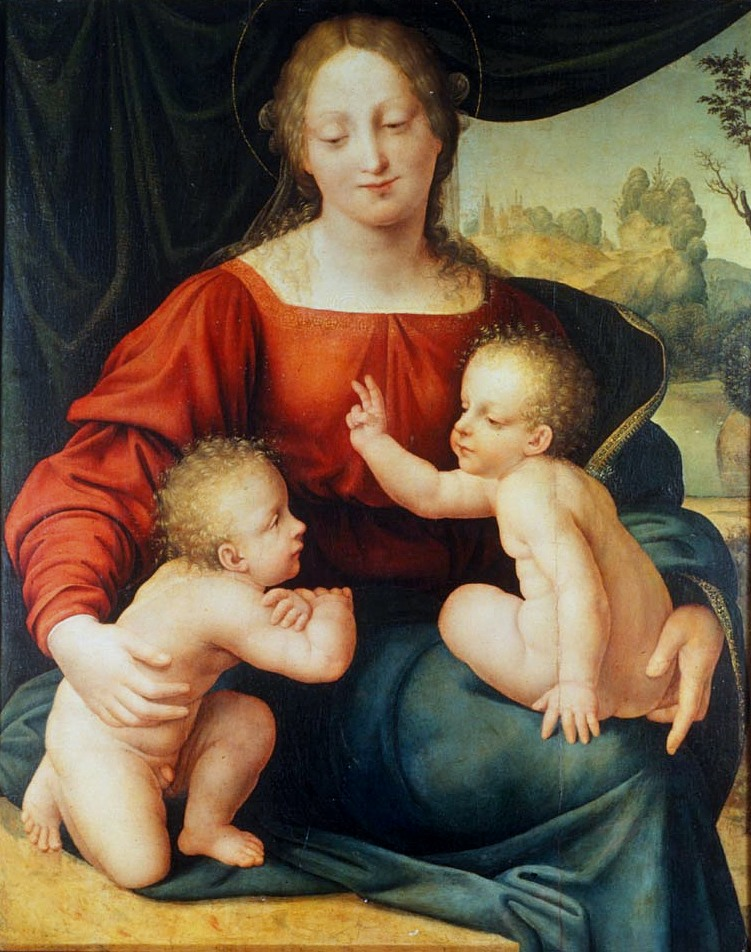
Madona s Ježíškem a Janem Křtitelem, Museu Nacional de Arte Antiga, Lisabon
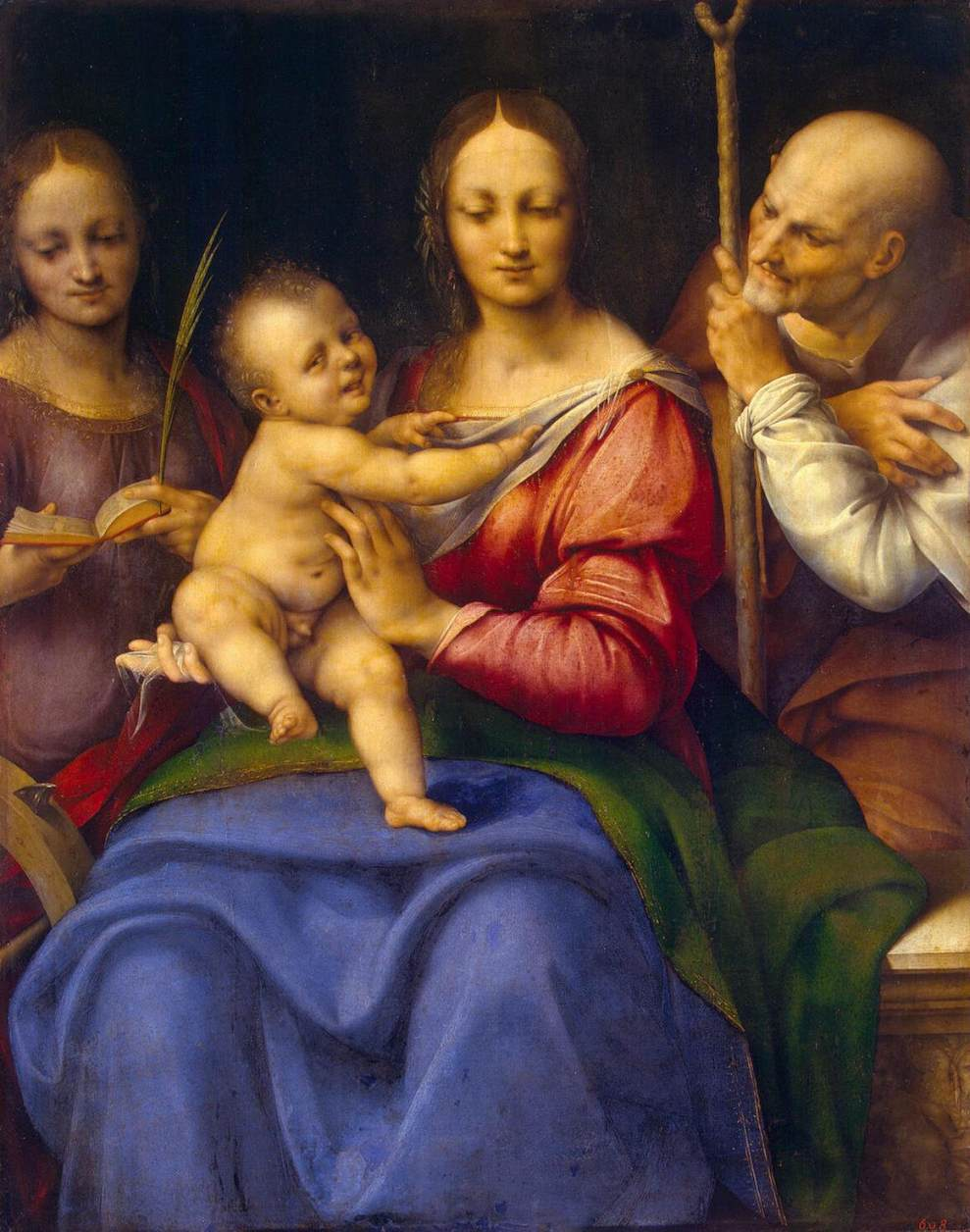
Svatá Rodina se sv. Kateřinou, Ermitáž, Petrohrad
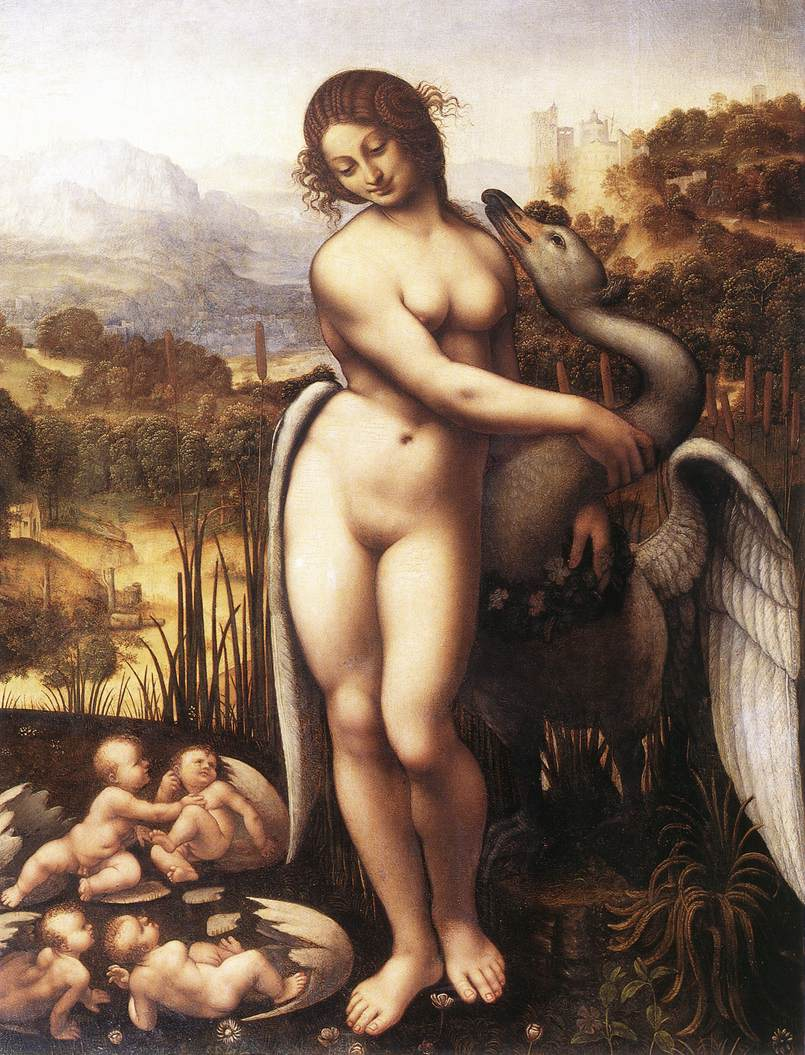
Léda s labutí, cca 1505-1510, Wilton House, Wilton